# 哈桑·皮爾尼亞
哈桑·皮爾尼亞（波斯語：حسن پیرنیا；1871年—1935年）是二十世紀伊朗的一位著名政治家。他的政治生涯裡合共出任過24個官職，四度出任總理。
他的父親米爾扎·納斯魯拉汗是卡扎爾王朝時代的總理。皮爾尼亞曾經在俄國和法國受過教育，又出任過駐俄國官員，接著在1899年返回伊朗在德黑蘭建立了一所政治學校。在父親逝世後，他在草擬1906年波斯憲法上扮演著更重要的角色。1907年，英國君王頒授聖米迦勒及聖喬治勳章榮譽爵級大十字勳章予他。他在擔任過外交部部長和司法部部長後於1915年至1924年四度出任總理。
皮爾尼亞在退休後出版了描述伊朗前伊斯蘭時期歷史合共三冊的著作，名為《古伊朗歷史》。他對伊朗的文化亦有卓越的貢獻，包括在1921年與阿卜杜勒侯賽因·泰穆爾塔什（Abdolhossein Teymourtash）和穆罕默德-阿里·福魯吉一起成立保護國家遺產機構。
皮爾尼亞的弟弟侯賽因也是著名的政治家，在1918年及1920年分別出任教育部部長及大臣，自1906年起參選每屆的議會選舉，多年擔任議會主席。侯賽因在1943年當選第14屆議會的德黑蘭代表，但他拒絕出任。

## 註腳
1. ↑  Ghani & Ghanī 2001，第78頁
2. ↑  Naficy 2011，第142頁